# Austrijsko-talijanska granica
Granica između Republike Italije i Republike Austrije duga je 404 km, a proteže se kroz Alpe. Granica postoji od 1861. godine, a sadašnja tek od 1920. godine kada je sklopljen mirovni ugovor između Kraljevine Italije i Republike Austrije. To je unutarnja granica EU od 1. siječnja 1995. Granica je posljednji put promijenjena 1947. Velika starija promjena dogodila se 1920. kada je Južni Tirol prešao iz Austrije u Italiju.

## Regije i savezne zemlje uz granicu

### Italija
- Trentino-Južni Tirol
- Veneto
- Furlanija-Julijska krajina

### Austrija
- Tirol
- Salzburg
- Koruška

## Promet
- Europski pravac E45 ( Autobahn A13 i Autostrada A22 )
- Brennerska željeznica

Druge važne rute su:
- Europski pravac E55 ( Autocesta A2 i Autostrada A23 )
- Europski pravac E66